# MSP Szamotuły
MSP Szamotuły – szkółka piłkarska z siedzibą w Szamotułach słynąca ze szkolenia bramkarzy. Szkolili się w niej m.in.:
- Łukasz Fabiański
- Jakub Wawrzyniak
- Radosław Cierzniak
- Łukasz Załuska
- Jarosław Fojut
- Grzegorz Rasiak
- Adrian Woźniczka
- Maciej Rybus
- Szymon Pawłowski
- Maciej Gostomski
- Robert Kolendowicz
- Jan Bednarek

Trenerem bramkarzy w MSP Szamotuły był Andrzej Dawidziuk (od 1996 r.), a zawodników z pola szkoli Bernard Szmyt. Szkółka współpracuje z kilkoma zagranicznymi klubami piłkarskimi: Southampton F.C., Bolton Wanderers i VfL Wolfsburg.